# Interlands Costa Ricaans voetbalelftal 2020-2029
Deze pagina toont een chronologisch en gedetailleerd overzicht van de interlands die het Costa Ricaans voetbalelftal speelt en heeft gespeeld in de periode 2020 – 2029.

## Interlands

### 2020
|                                                                   |                           |       |            |                                                                                            |
| 1 februari Vriendschappelijk «onderlinge duels» 15:55 uur (UTC−5) | Verenigde Staten          | 1 – 0 | Costa Rica | Dignity Health Sports Park, Carson Toeschouwers: 9.172 Scheidsrechter: Oshane Nation (JAM) |
| 1 februari Vriendschappelijk «onderlinge duels» 15:55 uur (UTC−5) | Ulysses Llanez 50' (pen.) |       |            | Dignity Health Sports Park, Carson Toeschouwers: 9.172 Scheidsrechter: Oshane Nation (JAM) |

|                                                                   |            |                     |        |                                                                                 |
| 10 oktober Vriendschappelijk «onderlinge duels» 20:00 uur (UTC−6) | Costa Rica | 0 – 1               | Panama | Estadio Nacional, San José Toeschouwers: 0 Scheidsrechter: Keylor Herrera (CRC) |
| 10 oktober Vriendschappelijk «onderlinge duels» 20:00 uur (UTC−6) |            | 90+2' Abdiel Ayarza |        | Estadio Nacional, San José Toeschouwers: 0 Scheidsrechter: Keylor Herrera (CRC) |

|                                                                   |            |                   |        |                                                                                |
| 13 oktober Vriendschappelijk «onderlinge duels» 20:00 uur (UTC−6) | Costa Rica | 0 – 1             | Panama | Estadio Nacional, San José Toeschouwers: 0 Scheidsrechter: Juan Calderón (CRC) |
| 13 oktober Vriendschappelijk «onderlinge duels» 20:00 uur (UTC−6) |            | 39' Abdiel Ayarza |        | Estadio Nacional, San José Toeschouwers: 0 Scheidsrechter: Juan Calderón (CRC) |

|                                                                    |                   |       |                      |                                                                                       |
| 13 november Vriendschappelijk «onderlinge duels» 18:00 uur (UTC+1) | Costa Rica        | 1 – 1 | Qatar                | BSFZ-Arena, Maria Enzersdorf Toeschouwers: 0 Scheidsrechter: Sebastian Gishamer (AUT) |
| 13 november Vriendschappelijk «onderlinge duels» 18:00 uur (UTC+1) | Joel Campbell 67' |       | 42' Hassan Al-Haidos | BSFZ-Arena, Maria Enzersdorf Toeschouwers: 0 Scheidsrechter: Sebastian Gishamer (AUT) |

|                                                 |                                   |       |                   | |
| 16 november Vriendschappelijk 20:45 uur (UTC+1) | Baskenland                        | 2 – 1 | Costa Rica        | Estadio Municipal de Ipurua, Eibar Toeschouwers: 0 Scheidsrechter: Ricardo de Burgos Bengoetxea (ESP) |
| 16 november Vriendschappelijk 20:45 uur (UTC+1) | Iker Muniain 12' Unai Núñez 90+4' |       | 70' Jonathan Moya | Estadio Municipal de Ipurua, Eibar Toeschouwers: 0 Scheidsrechter: Ricardo de Burgos Bengoetxea (ESP) |

### 2021
|                                                                 |                       |       |            |                                                                            |
| 27 maart Vriendschappelijk «onderlinge duels» 18:00 uur (UTC+1) | Bosnië en Herzegovina | 0 – 0 | Costa Rica | Bilino Polje, Zenica Toeschouwers: 0 Scheidsrechter: Nejc Kajtazović (SVN) |
| 27 maart Vriendschappelijk «onderlinge duels» 18:00 uur (UTC+1) |                       |       |            | Bilino Polje, Zenica Toeschouwers: 0 Scheidsrechter: Nejc Kajtazović (SVN) |

|                                                                 |            |                    |        | |
| 30 maart Vriendschappelijk «onderlinge duels» 21:00 uur (UTC+2) | Costa Rica | 0 – 1              | Mexico | Stadion Wiener Neustadt, Wiener Neustadt Toeschouwers: 0 Scheidsrechter: Christian-Petru Ciochirca (AUT) |
| 30 maart Vriendschappelijk «onderlinge duels» 21:00 uur (UTC+2) |            | 89' Hirving Lozano |        | Stadion Wiener Neustadt, Wiener Neustadt Toeschouwers: 0 Scheidsrechter: Christian-Petru Ciochirca (AUT) |

|                                                                                  |                                                                                 |              |                                                                                     |                                                                                           |
| 3 juni CONCACAF Nations League Halve finale «onderlinge duels» 20:30 uur (UTC−6) | Mexico                                                                          | 0 – 0 (n.v.) | Costa Rica                                                                          | Empower Field at Mile High, Denver Toeschouwers: 34.451 Scheidsrechter: Bryan López (GUA) |
| 3 juni CONCACAF Nations League Halve finale «onderlinge duels» 20:30 uur (UTC−6) |                                                                                 |              |                                                                                     | Empower Field at Mile High, Denver Toeschouwers: 34.451 Scheidsrechter: Bryan López (GUA) |
| 3 juni CONCACAF Nations League Halve finale «onderlinge duels» 20:30 uur (UTC−6) | Strafschoppen                                                                   |              |                                                                                     | Empower Field at Mile High, Denver Toeschouwers: 34.451 Scheidsrechter: Bryan López (GUA) |
| 3 juni CONCACAF Nations League Halve finale «onderlinge duels» 20:30 uur (UTC−6) | Uriel Antuna Hirving Lozano Orbelín Pineda Alan Pulido Luis Romo Jesús Gallardo | 5–4          | Johan Venegas Óscar Duarte Bernald Alfaro Ariel Lassiter Francisco Calvo Allan Cruz | Empower Field at Mile High, Denver Toeschouwers: 34.451 Scheidsrechter: Bryan López (GUA) |

|                                                                                  |                                                                                      |              |                                                                                       |                                                                                          |
| 6 juni CONCACAF Nations League Troostfinale «onderlinge duels» 16:30 uur (UTC−6) | Honduras                                                                             | 2 – 2 (n.v.) | Costa Rica                                                                            | Empower Field at Mile High, Denver Toeschouwers: 37.648 Scheidsrechter: Reon Radix (GRN) |
| 6 juni CONCACAF Nations League Troostfinale «onderlinge duels» 16:30 uur (UTC−6) | Edwin Rodríguez 48' Alberth Elis 80'                                                 |              | 8' Joel Campbell 85' Francisco Calvo                                                  | Empower Field at Mile High, Denver Toeschouwers: 37.648 Scheidsrechter: Reon Radix (GRN) |
| 6 juni CONCACAF Nations League Troostfinale «onderlinge duels» 16:30 uur (UTC−6) | Strafschoppen                                                                        |              |                                                                                       | Empower Field at Mile High, Denver Toeschouwers: 37.648 Scheidsrechter: Reon Radix (GRN) |
| 6 juni CONCACAF Nations League Troostfinale «onderlinge duels» 16:30 uur (UTC−6) | Alexander López Alberth Elis Jorge Benguché Jonathan Toro Bryan Acosta Éver Alvarado | 5–4          | Johan Venegas Francisco Calvo Ariel Lassiter Gerson Torres Joseph Mora Yeltsin Tejeda | Empower Field at Mile High, Denver Toeschouwers: 37.648 Scheidsrechter: Reon Radix (GRN) |

|                                                               |                                                                                |       |            |                                                                                     |
| 9 juni Vriendschappelijk «onderlinge duels» 19:00 uur (UTC−5) | Verenigde Staten                                                               | 4 – 0 | Costa Rica | Rio Tinto Stadium, Sandy Toeschouwers: 19.007 Scheidsrechter: Tristley Bassue (SKN) |
| 9 juni Vriendschappelijk «onderlinge duels» 19:00 uur (UTC−5) | Brenden Aaronson 8' Daryl Dike 42' Reggie Cannon 52' Giovanni Reyna 77' (pen.) |       |            | Rio Tinto Stadium, Sandy Toeschouwers: 19.007 Scheidsrechter: Tristley Bassue (SKN) |

| CONCACAF Gold Cup 2021 |
| ---------------------- |

|                                            |                                                      |       |                      |                                                                                   |
| 12 juli Gold Cup Groep C 21:00 uur (UTC−4) | Costa Rica                                           | 3 – 1 | Guadeloupe           | Exploria Stadium, Orlando Toeschouwers: 6.403 Scheidsrechter: Ismail Elfath (USA) |
| 12 juli Gold Cup Groep C 21:00 uur (UTC−4) | Joel Campbell 6' Ariel Lassiter 21' Celso Borges 70' |       | 45+5' Raphaël Mirval | Exploria Stadium, Orlando Toeschouwers: 6.403 Scheidsrechter: Ismail Elfath (USA) |

|                                                               |                      |       |                                    |                                                                                        |
| 16 juli Gold Cup Groep C «onderlinge duels» 20:30 uur (UTC−4) | Suriname             | 1 – 2 | Costa Rica                         | Exploria Stadium, Orlando Toeschouwers: 6.527 Scheidsrechter: Fernando Hernández (MEX) |
| 16 juli Gold Cup Groep C «onderlinge duels» 20:30 uur (UTC−4) | Gleofilo Vlijter 52' |       | 58' Joel Campbell 59' Celso Borges | Exploria Stadium, Orlando Toeschouwers: 6.527 Scheidsrechter: Fernando Hernández (MEX) |

|                                                               |                |       |         |                                                                                    |
| 20 juli Gold Cup Groep C «onderlinge duels» 19:00 uur (UTC−4) | Costa Rica     | 1 – 0 | Jamaica | Exploria Stadium, Orlando Toeschouwers: 10.264 Scheidsrechter: Mario Escobar (GUA) |
| 20 juli Gold Cup Groep C «onderlinge duels» 19:00 uur (UTC−4) | Bryan Ruiz 53' |       |         | Exploria Stadium, Orlando Toeschouwers: 10.264 Scheidsrechter: Mario Escobar (GUA) |

|                                                                   |            |                                          |        |                                                                                 |
| 25 juli Gold Cup Kwartfinale «onderlinge duels» 19:00 uur (UTC−5) | Costa Rica | 0 – 2                                    | Canada | AT&T Stadium, Arlington Toeschouwers: 41.318 Scheidsrechter: Jair Marrufo (USA) |
| 25 juli Gold Cup Kwartfinale «onderlinge duels» 19:00 uur (UTC−5) |            | 18' Junior Hoilett 69' Stephen Eustáquio |        | AT&T Stadium, Arlington Toeschouwers: 41.318 Scheidsrechter: Jair Marrufo (USA) |

|  |  |  |  |  |  |  |  |  |

|                                                                    |             |       |            |                                                                                              |
| 21 augustus Vriendschappelijk «onderlinge duels» 20:00 uur (UTC−7) | El Salvador | 0 – 0 | Costa Rica | Dignity Health Sports Park, Carson Toeschouwers: 20.000 Scheidsrechter: Rubiel Vazquez (USA) |
| 21 augustus Vriendschappelijk «onderlinge duels» 20:00 uur (UTC−7) |             |       |            | Dignity Health Sports Park, Carson Toeschouwers: 20.000 Scheidsrechter: Rubiel Vazquez (USA) |

|                                                                              |        |       |            |                                                                                              |
| 2 september WK-kwalificatie Finaleronde «onderlinge duels» 20:05 uur (UTC−5) | Panama | 0 – 0 | Costa Rica | Estadio Rommel Fernández, Panama-Stad Toeschouwers: 14.000 Scheidsrechter: Iván Barton (SLV) |
| 2 september WK-kwalificatie Finaleronde «onderlinge duels» 20:05 uur (UTC−5) |        |       |            | Estadio Rommel Fernández, Panama-Stad Toeschouwers: 14.000 Scheidsrechter: Iván Barton (SLV) |

|                                                                              |            |                             |        |                                                                                    |
| 5 september WK-kwalificatie Finaleronde «onderlinge duels» 17:00 uur (UTC−6) | Costa Rica | 0 – 1                       | Mexico | Estadio Nacional, San José Toeschouwers: 3.000 Scheidsrechter: Ismail Elfath (USA) |
| 5 september WK-kwalificatie Finaleronde «onderlinge duels» 17:00 uur (UTC−6) |            | 45+1' (pen.) Orbelín Pineda |        | Estadio Nacional, San José Toeschouwers: 3.000 Scheidsrechter: Ismail Elfath (USA) |

|                                                                              |                |       |                      |                                                                                   |
| 8 september WK-kwalificatie Finaleronde «onderlinge duels» 19:00 uur (UTC−6) | Costa Rica     | 1 – 1 | Jamaica              | Estadio Nacional, San José Toeschouwers: 3.000 Scheidsrechter: Drew Fischer (CAN) |
| 8 september WK-kwalificatie Finaleronde «onderlinge duels» 19:00 uur (UTC−6) | Jimmy Marín 3' |       | 47' Shamar Nicholson | Estadio Nacional, San José Toeschouwers: 3.000 Scheidsrechter: Drew Fischer (CAN) |

|                                                                            |          |       |            | |
| 7 oktober WK-kwalificatie Finaleronde «onderlinge duels» 18:05 uur (UTC−6) | Honduras | 0 – 0 | Costa Rica | Estadio Olímpico Metropolitano, San Pedro Sula Toeschouwers: 19.000 Scheidsrechter: Mario Escobar (GUA) |
| 7 oktober WK-kwalificatie Finaleronde «onderlinge duels» 18:05 uur (UTC−6) |          |       |            | Estadio Olímpico Metropolitano, San Pedro Sula Toeschouwers: 19.000 Scheidsrechter: Mario Escobar (GUA) |

|                                                                             |                                        |       |                     |                                                                                    |
| 10 oktober WK-kwalificatie Finaleronde «onderlinge duels» 16:00 uur (UTC−6) | Costa Rica                             | 2 – 1 | El Salvador         | Estadio Nacional, San José Toeschouwers: 5.000 Scheidsrechter: Said Martínez (HON) |
| 10 oktober WK-kwalificatie Finaleronde «onderlinge duels» 16:00 uur (UTC−6) | Bryan Ruiz 52' Celso Borges 58' (pen.) |       | 12' Jairo Henríquez | Estadio Nacional, San José Toeschouwers: 5.000 Scheidsrechter: Said Martínez (HON) |

|                                                                             |                                            |       |                   |                                                                                       |
| 13 oktober WK-kwalificatie Finaleronde «onderlinge duels» 19:00 uur (UTC−4) | Verenigde Staten                           | 2 – 1 | Costa Rica        | Lower.com Field, Columbus Toeschouwers: 20.165 Scheidsrechter: Daneon Parchment (JAM) |
| 13 oktober WK-kwalificatie Finaleronde «onderlinge duels» 19:00 uur (UTC−4) | Sergiño Dest 25' Leonel Moreira 66' (e.d.) |       | 1' Keysher Fuller | Lower.com Field, Columbus Toeschouwers: 20.165 Scheidsrechter: Daneon Parchment (JAM) |

|                                                                              |                    |       |            |                                                                                         |
| 12 november WK-kwalificatie Finaleronde «onderlinge duels» 19:05 uur (UTC−7) | Canada             | 1 – 0 | Costa Rica | Commonwealth Stadium, Edmonton Toeschouwers: 48.806 Scheidsrechter: Ismail Elfath (USA) |
| 12 november WK-kwalificatie Finaleronde «onderlinge duels» 19:05 uur (UTC−7) | Jonathan David 57' |       |            | Commonwealth Stadium, Edmonton Toeschouwers: 48.806 Scheidsrechter: Ismail Elfath (USA) |

|                                                                              |                                      |       |                   |                                                                                   |
| 16 november WK-kwalificatie Finaleronde «onderlinge duels» 19:05 uur (UTC−6) | Costa Rica                           | 2 – 1 | Honduras          | Estadio Nacional, San José Toeschouwers: 5.000 Scheidsrechter: Jair Marrufo (USA) |
| 16 november WK-kwalificatie Finaleronde «onderlinge duels» 19:05 uur (UTC−6) | Óscar Duarte 20' Gerson Torres 90+5' |       | 35' Romell Quioto | Estadio Nacional, San José Toeschouwers: 5.000 Scheidsrechter: Jair Marrufo (USA) |

### 2022
|                                                                             |                |       |        |                                                                                     |
| 27 januari WK-kwalificatie Finaleronde «onderlinge duels» 20:05 uur (UTC−6) | Costa Rica     | 1 – 0 | Panama | Estadio Nacional, San José Toeschouwers: 21.000 Scheidsrechter: Ismail Elfath (USA) |
| 27 januari WK-kwalificatie Finaleronde «onderlinge duels» 20:05 uur (UTC−6) | Bryan Ruiz 65' |       |        | Estadio Nacional, San José Toeschouwers: 21.000 Scheidsrechter: Ismail Elfath (USA) |

|                                                                             |        |       |            |                                                                                 |
| 30 januari WK-kwalificatie Finaleronde «onderlinge duels» 17:00 uur (UTC−6) | Mexico | 0 – 0 | Costa Rica | Aztekenstadion, Mexico-Stad Toeschouwers: 0 Scheidsrechter: Said Martínez (HON) |
| 30 januari WK-kwalificatie Finaleronde «onderlinge duels» 17:00 uur (UTC−6) |        |       |            | Aztekenstadion, Mexico-Stad Toeschouwers: 0 Scheidsrechter: Said Martínez (HON) |

|                                                                             |         |                   |            |                                                                               |
| 2 februari WK-kwalificatie Finaleronde «onderlinge duels» 19:00 uur (UTC−5) | Jamaica | 0 – 1             | Costa Rica | Independence Park, Kingston Toeschouwers: 0 Scheidsrechter: Marco Ortiz (MEX) |
| 2 februari WK-kwalificatie Finaleronde «onderlinge duels» 19:00 uur (UTC−5) |         | 62' Joel Campbell |            | Independence Park, Kingston Toeschouwers: 0 Scheidsrechter: Marco Ortiz (MEX) |

|                                                                           |                    |       |        |                                                                                     |
| 24 maart WK-kwalificatie Finaleronde «onderlinge duels» 20:05 uur (UTC−6) | Costa Rica         | 1 – 0 | Canada | Estadio Nacional, San José Toeschouwers: 34.000 Scheidsrechter: Said Martínez (HON) |
| 24 maart WK-kwalificatie Finaleronde «onderlinge duels» 20:05 uur (UTC−6) | Celso Borges 45+1' |       |        | Estadio Nacional, San José Toeschouwers: 34.000 Scheidsrechter: Said Martínez (HON) |

|                                                                           |                  |       |                                           |                                                                                            |
| 27 maart WK-kwalificatie Finaleronde «onderlinge duels» 15:05 uur (UTC−6) | El Salvador      | 1 – 2 | Costa Rica                                | Estadio Cuscatlán, San Salvador Toeschouwers: 6.000 Scheidsrechter: Daneon Parchment (JAM) |
| 27 maart WK-kwalificatie Finaleronde «onderlinge duels» 15:05 uur (UTC−6) | Cristian Gil 31' |       | 30' Anthony Contreras 45+1' Joel Campbell | Estadio Cuscatlán, San Salvador Toeschouwers: 6.000 Scheidsrechter: Daneon Parchment (JAM) |

|                                                                           |                                             |       |                  |                                                                                    |
| 30 maart WK-kwalificatie Finaleronde «onderlinge duels» 19:05 uur (UTC−6) | Costa Rica                                  | 2 – 0 | Verenigde Staten | Estadio Nacional, San José Toeschouwers: 35.000 Scheidsrechter: Drew Fischer (CAN) |
| 30 maart WK-kwalificatie Finaleronde «onderlinge duels» 19:05 uur (UTC−6) | Juan Pablo Vargas 51' Anthony Contreras 59' |       |                  | Estadio Nacional, San José Toeschouwers: 35.000 Scheidsrechter: Drew Fischer (CAN) |

|                                                                             |                                      |       |            |                                                                                                |
| 2 juni CONCACAF Nations League Groep B «onderlinge duels» 18:30 uur (UTC−5) | Panama                               | 2 – 0 | Costa Rica | Estadio Rommel Fernández, Panama-Stad Toeschouwers: 0 Scheidsrechter: Fernando Hernández (MEX) |
| 2 juni CONCACAF Nations League Groep B «onderlinge duels» 18:30 uur (UTC−5) | Ismael Díaz 52' Cecilio Waterman 76' |       |            | Estadio Rommel Fernández, Panama-Stad Toeschouwers: 0 Scheidsrechter: Fernando Hernández (MEX) |

|                                                          |                                       |       |            |                                                                                               |
| 5 juni CONCACAF Nations League Groep B 11:00 uur (UTC−6) | Costa Rica                            | 2 – 0 | Martinique | Estadio Nacional, San José Toeschouwers: 7.000 Scheidsrechter: Walter López Castellanos (GUA) |
| 5 juni CONCACAF Nations League Groep B 11:00 uur (UTC−6) | Joel Campbell 28' Francisco Calvo 88' |       |            | Estadio Nacional, San José Toeschouwers: 7.000 Scheidsrechter: Walter López Castellanos (GUA) |

|                                                                                         |                  |       |               | |
| 14 juni WK-kwalificatie Intercontinentale play-off «onderlinge duels» 21:00 uur (UTC+3) | Costa Rica       | 1 – 0 | Nieuw-Zeeland | Ahmed bin Alistadion, Ar Rayyan Toeschouwers: 10.803 Scheidsrechter: Mohammed Abdulla Mohamed (VAE) Video-assistent: Abdulla Al-Marri (QAT) |
| 14 juni WK-kwalificatie Intercontinentale play-off «onderlinge duels» 21:00 uur (UTC+3) | Joel Campbell 3' |       |               | Ahmed bin Alistadion, Ar Rayyan Toeschouwers: 10.803 Scheidsrechter: Mohammed Abdulla Mohamed (VAE) Video-assistent: Abdulla Al-Marri (QAT) |

|                                                                     |                                      |       |                                           |                                                                            |
| 23 september Vriendschappelijk «onderlinge duels» 20:00 uur (UTC+9) | Zuid-Korea                           | 2 – 2 | Costa Rica                                | Goyangstadion, Goyang Toeschouwers: 37.581 Scheidsrechter: Alex King (AUS) |
| 23 september Vriendschappelijk «onderlinge duels» 20:00 uur (UTC+9) | Hwang Hee-chan 28' Son Heung-min 85' |       | 41' Jewison Bennette 63' Jewison Bennette | Goyangstadion, Goyang Toeschouwers: 37.581 Scheidsrechter: Alex King (AUS) |

|                                                                     |                       |       |                                              |                                                                  |
| 27 september Vriendschappelijk «onderlinge duels» 15:00 uur (UTC+9) | Oezbekistan           | 1 – 2 | Costa Rica                                   | Suwon World Cupstadion, Suwon Scheidsrechter: Kim Dae-Yong (KOR) |
| 27 september Vriendschappelijk «onderlinge duels» 15:00 uur (UTC+9) | Eldor Sjomoerodov 25' |       | 90+2' Anthony Hernández 90+4' Kendall Waston | Suwon World Cupstadion, Suwon Scheidsrechter: Kim Dae-Yong (KOR) |

|                                                                   |                                    |       |         |                                                                                                |
| 9 november Vriendschappelijk «onderlinge duels» 20:00 uur (UTC−6) | Costa Rica                         | 2 – 0 | Nigeria | Estadio Nacional, San José Toeschouwers: 35.000 Scheidsrechter: Fernando Hernández Gómez (MEX) |
| 9 november Vriendschappelijk «onderlinge duels» 20:00 uur (UTC−6) | Óscar Duarte 7' Kendall Waston 73' |       |         | Estadio Nacional, San José Toeschouwers: 35.000 Scheidsrechter: Fernando Hernández Gómez (MEX) |

|                                                 |      |          |            |                          |
| 17 november Vriendschappelijk 17:00 uur (UTC+3) | Irak | Afgelast | Costa Rica | Basra Sports City, Basra |
| 17 november Vriendschappelijk 17:00 uur (UTC+3) |      |          |            | Basra Sports City, Basra |

| Wereldkampioenschap voetbal 2022 |
| -------------------------------- |

|                                                                  | |         |            | |
| 23 november WK 2022 Groep E «onderlinge duels» 19:00 uur (UTC+3) | Spanje | 7 – 0   | Costa Rica | Al Thumamastadion, Doha Toeschouwers: 44.013 Scheidsrechter: Mohammed Abdulla Mohamed (VAE) Video-assistent: Abdulla Al-Marri (QAT) |
| 23 november WK 2022 Groep E «onderlinge duels» 19:00 uur (UTC+3) | Dani Olmo 11' Marco Asensio 21' Ferran Torres 31' (pen.) Ferran Torres 54' Gavi 74' Carlos Soler 90' Álvaro Morata 90+2' | Verslag |            | Al Thumamastadion, Doha Toeschouwers: 44.013 Scheidsrechter: Mohammed Abdulla Mohamed (VAE) Video-assistent: Abdulla Al-Marri (QAT) |

|                                                                  |       |         |                    | |
| 27 november WK 2022 Groep E «onderlinge duels» 13:00 uur (UTC+3) | Japan | 0 – 1   | Costa Rica         | Ahmed bin Alistadion, Ar Rayyan Toeschouwers: 41.479 Scheidsrechter: Michael Oliver (ENG) Video-assistent: Jérôme Brisard (FRA) |
| 27 november WK 2022 Groep E «onderlinge duels» 13:00 uur (UTC+3) |       | Verslag | 81' Keysher Fuller | Ahmed bin Alistadion, Ar Rayyan Toeschouwers: 41.479 Scheidsrechter: Michael Oliver (ENG) Video-assistent: Jérôme Brisard (FRA) |

|                                                                 |                                            |         |                                                                      | |
| 1 december WK 2022 Groep E «onderlinge duels» 22:00 uur (UTC+3) | Costa Rica                                 | 2 – 4   | Duitsland                                                            | Al Baytstadion, Al Khawr Toeschouwers: 67.054 Scheidsrechter: Stéphanie Frappart (FRA) Video-assistent: Drew Fischer (CAN) |
| 1 december WK 2022 Groep E «onderlinge duels» 22:00 uur (UTC+3) | Yeltsin Tejeda 58' Manuel Neuer 70' (e.d.) | Verslag | 10' Serge Gnabry 73' Kai Havertz 85' Kai Havertz 89' Niclas Füllkrug | Al Baytstadion, Al Khawr Toeschouwers: 67.054 Scheidsrechter: Stéphanie Frappart (FRA) Video-assistent: Drew Fischer (CAN) |

|  |  |  |  |  |  |  |  |  |

### 2023
|                                                            |                   |       |                                     |                                                                        |
| 25 maart CONCACAF Nations League Groep B 19:00 uur (UTC−4) | Martinique        | 1 – 2 | Costa Rica                          | Stade Pierre-Aliker, Fort-de-France Scheidsrechter: Drew Fischer (CAN) |
| 25 maart CONCACAF Nations League Groep B 19:00 uur (UTC−4) | Mickaël Biron 18' |       | 88' Aarón Suárez 90+2' Aarón Suárez | Stade Pierre-Aliker, Fort-de-France Scheidsrechter: Drew Fischer (CAN) |

|                                                                               |            |                  |        |                                                                     |
| 28 maart CONCACAF Nations League Groep B «onderlinge duels» 20:00 uur (UTC−6) | Costa Rica | 0 – 1            | Panama | Estadio Nacional, San José Scheidsrechter: César Arturo Ramos (MEX) |
| 28 maart CONCACAF Nations League Groep B «onderlinge duels» 20:00 uur (UTC−6) |            | 77' José Fajardo |        | Estadio Nacional, San José Scheidsrechter: César Arturo Ramos (MEX) |

|                                                                |            |                 |           |                                                                       |
| 15 juni Vriendschappelijk «onderlinge duels» 20:00 uur (UTC−7) | Costa Rica | 0 – 1           | Guatemala | Dignity Health Sports Park, Carson Scheidsrechter: Nima Saghafi (USA) |
| 15 juni Vriendschappelijk «onderlinge duels» 20:00 uur (UTC−7) |            | 6' Carlos Mejía |           | Dignity Health Sports Park, Carson Scheidsrechter: Nima Saghafi (USA) |

|                                                                |                                                     |       |                   |                                                                                |
| 20 juni Vriendschappelijk «onderlinge duels» 20:00 uur (UTC−4) | Ecuador                                             | 3 – 1 | Costa Rica        | Subaru Park, Chester Toeschouwers: 10.000 Scheidsrechter: Víctor Cáceres (MEX) |
| 20 juni Vriendschappelijk «onderlinge duels» 20:00 uur (UTC−4) | Enner Valencia 20' Willian Pacho 57' Pedro Vite 82' |       | 66' Joel Campbell | Subaru Park, Chester Toeschouwers: 10.000 Scheidsrechter: Víctor Cáceres (MEX) |

| CONCACAF Gold Cup 2023 |
| ---------------------- |

|                                                               |                    |       |                                    | |
| 26 juni Gold Cup Groep C «onderlinge duels» 20:30 uur (UTC−4) | Costa Rica         | 1 – 2 | Panama                             | DRV PNK Stadium, Fort Lauderdale Toeschouwers: 10.101 Scheidsrechter: Drew Fischer (CAN) Video-assistent: Edvin Jurisevic (USA) |
| 26 juni Gold Cup Groep C «onderlinge duels» 20:30 uur (UTC−4) | Aarón Suárez 90+1' |       | 23' José Fajardo 68' Yoel Bárcenas | DRV PNK Stadium, Fort Lauderdale Toeschouwers: 10.101 Scheidsrechter: Drew Fischer (CAN) Video-assistent: Edvin Jurisevic (USA) |

|                                                               |             |       |            | |
| 30 juni Gold Cup Groep C «onderlinge duels» 20:30 uur (UTC−4) | El Salvador | 0 – 0 | Costa Rica | Red Bull Arena, Harrison Toeschouwers: 22.615 Scheidsrechter: César Arturo Ramos (MEX) Video-assistent: Erick Miranda (MEX) |
| 30 juni Gold Cup Groep C «onderlinge duels» 20:30 uur (UTC−4) |             |       |            | Red Bull Arena, Harrison Toeschouwers: 22.615 Scheidsrechter: César Arturo Ramos (MEX) Video-assistent: Erick Miranda (MEX) |

|                                           | |       |                                                                                  | |
| 4 juli Gold Cup Groep C 20:30 uur (UTC−4) | Costa Rica | 6 – 4 | Martinique                                                                       | Red Bull Arena, Harrison Toeschouwers: 21.531 Scheidsrechter: Bryan López (GUA) Video-assistent: Luis Enrique Santander (MEX) |
| 4 juli Gold Cup Groep C 20:30 uur (UTC−4) | Kendall Waston 10' Francisco Calvo 41' Juan Pablo Vargas 55' Joel Campbell 59' (pen.) Anthony Contreras 68' Diego Campos 90' |       | 18' Patrick Burner 75' Brighton Labeau 79' Patrick Burner 90+3' Jonathan Mexique | Red Bull Arena, Harrison Toeschouwers: 21.531 Scheidsrechter: Bryan López (GUA) Video-assistent: Luis Enrique Santander (MEX) |

|                                                                  |                                             |       |            | |
| 8 juli Gold Cup Kwartfinale «onderlinge duels» 20:30 uur (UTC−5) | Mexico                                      | 2 – 0 | Costa Rica | AT&T Stadium, Arlington Toeschouwers: 60.355 Scheidsrechter: Said Martínez (HON) Video-assistent: Chris Penso (USA) |
| 8 juli Gold Cup Kwartfinale «onderlinge duels» 20:30 uur (UTC−5) | Orbelín Pineda 52' (pen.) Érick Sánchez 87' |       |            | AT&T Stadium, Arlington Toeschouwers: 60.355 Scheidsrechter: Said Martínez (HON) Video-assistent: Chris Penso (USA) |

|  |  |  |  |  |  |  |  |  |

|                                                                    |                    |       |                                                         |                                                                                            |
| 8 september Vriendschappelijk «onderlinge duels» 20:00 uur (UTC+1) | Saoedi-Arabië      | 1 – 3 | Costa Rica                                              | St. James' Park, Newcastle upon Tyne Toeschouwers: 5.000 Scheidsrechter: John Brooks (ENG) |
| 8 september Vriendschappelijk «onderlinge duels» 20:00 uur (UTC+1) | Ali Al-Bulaihi 68' |       | 12' Francisco Calvo 32' Manfred Ugalde 89' Randall Leal | St. James' Park, Newcastle upon Tyne Toeschouwers: 5.000 Scheidsrechter: John Brooks (ENG) |

|                                                                     |                    |       |                                                                             |                                                                           |
| 12 september Vriendschappelijk «onderlinge duels» 17:00 uur (UTC+2) | Costa Rica         | 1 – 4 | V.A.E.                                                                      | Maksimirstadion, Zagreb Toeschouwers: 0 Scheidsrechter: Ante Čulina (CRO) |
| 12 september Vriendschappelijk «onderlinge duels» 17:00 uur (UTC+2) | Julio Cascante 64' |       | 16' Yahya Al-Ghassani 23' Caio Canedo 38' Ali Salmeen 53' Yahya Al-Ghassani | Maksimirstadion, Zagreb Toeschouwers: 0 Scheidsrechter: Ante Čulina (CRO) |

|                                                                                      |            |                                                          |        |                                                                                             |
| 16 november CONCACAF Nations League Kwartfinale «onderlinge duels» 21:00 uur (UTC−6) | Costa Rica | 0 – 3                                                    | Panama | Estadio Ricardo Saprissa, San José Toeschouwers: 17.787 Scheidsrechter: Mario Escobar (GUA) |
| 16 november CONCACAF Nations League Kwartfinale «onderlinge duels» 21:00 uur (UTC−6) |            | 4' Michael Murillo 29' José Fajardo 60' Cecilio Waterman |        | Estadio Ricardo Saprissa, San José Toeschouwers: 17.787 Scheidsrechter: Mario Escobar (GUA) |

|                                                                                      |                                                                   |       |                     |                                                                                                |
| 20 november CONCACAF Nations League Kwartfinale «onderlinge duels» 21:00 uur (UTC−5) | Panama                                                            | 3 – 1 | Costa Rica          | Estadio Rommel Fernández, Panama-Stad Toeschouwers: 15.288 Scheidsrechter: Said Martínez (HON) |
| 20 november CONCACAF Nations League Kwartfinale «onderlinge duels» 21:00 uur (UTC−5) | José Fajardo 21' José Luis Rodríguez 24' Yoel Bárcenas 43' (pen.) |       | 52' Francisco Calvo | Estadio Rommel Fernández, Panama-Stad Toeschouwers: 15.288 Scheidsrechter: Said Martínez (HON) |

### 2024
|                                                                   |                                  |       |             |                                                                                       |
| 2 februari Vriendschappelijk «onderlinge duels» 20:00 uur (UTC−6) | Costa Rica                       | 2 – 0 | El Salvador | Estadio Nacional, San José Toeschouwers: 13.500 Scheidsrechter: Steven Madrigal (CRC) |
| 2 februari Vriendschappelijk «onderlinge duels» 20:00 uur (UTC−6) | Jostin Daly 20' Aarón Suárez 70' |       |             | Estadio Nacional, San José Toeschouwers: 13.500 Scheidsrechter: Steven Madrigal (CRC) |

|                                                                              |                                                           |       |                       | |
| 23 maart Copa América 2024 kwalificatie «onderlinge duels» 18:15 uur (UTC−5) | Costa Rica                                                | 3 – 1 | Honduras              | Toyota Stadium, Frisco Toeschouwers: 15.299 Scheidsrechter: Ismail Elfath (USA) Video-assistent: Allen Chapman (USA) |
| 23 maart Copa América 2024 kwalificatie «onderlinge duels» 18:15 uur (UTC−5) | Orlando Galo 12' Warren Madrigal 56' Jefferson Brenes 62' |       | 10' Michaell Chirinos | Toyota Stadium, Frisco Toeschouwers: 15.299 Scheidsrechter: Ismail Elfath (USA) Video-assistent: Allen Chapman (USA) |

|                                                                 |                                                                 |       |                    | |
| 26 maart Vriendschappelijk «onderlinge duels» 19:50 uur (UTC−7) | Argentinië                                                      | 3 – 1 | Costa Rica         | Los Angeles Memorial Coliseum, Los Angeles Toeschouwers: 20.000 Scheidsrechter: Josef Mickelson (USA) |
| 26 maart Vriendschappelijk «onderlinge duels» 19:50 uur (UTC−7) | Ángel Di María 52' Alexis Mac Allister 56' Lautaro Martínez 77' |       | 34' Manfred Ugalde | Los Angeles Memorial Coliseum, Los Angeles Toeschouwers: 20.000 Scheidsrechter: Josef Mickelson (USA) |

|                                                               |            |       |         |                                                                                     |
| 31 mei Vriendschappelijk «onderlinge duels» 20:00 uur (UTC−6) | Costa Rica | 0 – 0 | Uruguay | Estadio Nacional, San José Toeschouwers: 15.500 Scheidsrechter: Oscar Barrera (SLV) |
| 31 mei Vriendschappelijk «onderlinge duels» 20:00 uur (UTC−6) |            |       |         | Estadio Nacional, San José Toeschouwers: 15.500 Scheidsrechter: Oscar Barrera (SLV) |

|                                                                          |                                                                      |       |                      |                                                                                 |
| 6 juni WK-kwalificatie Tweede ronde «onderlinge duels» 20:30 uur (UTC−6) | Costa Rica                                                           | 4 – 0 | Saint Kitts en Nevis | Estadio Nacional, San José Toeschouwers: 5.150 Scheidsrechter: Julio Luna (GUA) |
| 6 juni WK-kwalificatie Tweede ronde «onderlinge duels» 20:30 uur (UTC−6) | Orlando Galo 40' Orlando Galo 50' Josimar Alcócer 83' Andy Rojas 84' |       |                      | Estadio Nacional, San José Toeschouwers: 5.150 Scheidsrechter: Julio Luna (GUA) |

|                                                                          |         |                                                       |            | |
| 9 juni WK-kwalificatie Tweede ronde «onderlinge duels» 17:00 uur (UTC−4) | Grenada | 0 – 3                                                 | Costa Rica | Kirani James Atletiekstadion, Saint George's Toeschouwers: 2.780 Scheidsrechter: Steffon Dewar (JAM) |
| 9 juni WK-kwalificatie Tweede ronde «onderlinge duels» 17:00 uur (UTC−4) |         | 9' Manfred Ugalde 34' Álvaro Zamora 70' Gerald Taylor |            | Kirani James Atletiekstadion, Saint George's Toeschouwers: 2.780 Scheidsrechter: Steffon Dewar (JAM) |

| Copa América 2024 |
| ----------------- |

|                                                                   |          |       |            |                                                                                       |
| 24 juni Copa América Groep D «onderlinge duels» 18:00 uur (UTC−7) | Brazilië | 0 – 0 | Costa Rica | SoFi Stadium, Inglewood Toeschouwers: 67.158 Scheidsrechter: César Arturo Ramos (MEX) |
| 24 juni Copa América Groep D «onderlinge duels» 18:00 uur (UTC−7) |          |       |            | SoFi Stadium, Inglewood Toeschouwers: 67.158 Scheidsrechter: César Arturo Ramos (MEX) |

|                                                                   |                                                            |       |            |                                                                                        |
| 28 juni Copa América Groep D «onderlinge duels» 15:00 uur (UTC−7) | Colombia                                                   | 3 – 0 | Costa Rica | State Farm Stadium, Glendale Toeschouwers: 27.386 Scheidsrechter: Gustavo Tejera (URU) |
| 28 juni Copa América Groep D «onderlinge duels» 15:00 uur (UTC−7) | Luis Díaz 31' (pen.) Davinson Sánchez 59' Jhon Córdoba 62' |       |            | State Farm Stadium, Glendale Toeschouwers: 27.386 Scheidsrechter: Gustavo Tejera (URU) |

|                                                                  |                                       |       |                |                                                                           |
| 2 juli Copa América Groep D «onderlinge duels» 20:00 uur (UTC−5) | Costa Rica                            | 2 – 1 | Paraguay       | Q2 Stadium, Austin Toeschouwers: 12.765 Scheidsrechter: Yael Falcón (ARG) |
| 2 juli Copa América Groep D «onderlinge duels» 20:00 uur (UTC−5) | Francisco Calvo 3' Josimar Alcócer 7' |       | 55' Ramón Sosa | Q2 Stadium, Austin Toeschouwers: 12.765 Scheidsrechter: Yael Falcón (ARG) |

|  |  |  |  |  |  |  |  |  |

|                                                               |                                                            |       |            |                                                                                   |
| 5 september CONCACAF Nations League Groep A 18:00 uur (UTC−6) | Costa Rica                                                 | 3 – 0 | Guadeloupe | Estadio Nacional, San José Toeschouwers: 7.542 Scheidsrechter: Katia García (MEX) |
| 5 september CONCACAF Nations League Groep A 18:00 uur (UTC−6) | Francisco Calvo 50' Ariel Lassiter 77' Warren Madrigal 80' |       |            | Estadio Nacional, San José Toeschouwers: 7.542 Scheidsrechter: Katia García (MEX) |

|                                                                                  |           |       |            | |
| 9 september CONCACAF Nations League Groep A «onderlinge duels» 20:00 uur (UTC−6) | Guatemala | 0 – 0 | Costa Rica | Estadio Doroteo Guamuch Flores, Guatemala-Stad Toeschouwers: 18.115 Scheidsrechter: Daniel Quintero (MEX) |
| 9 september CONCACAF Nations League Groep A «onderlinge duels» 20:00 uur (UTC−6) |           |       |            | Estadio Doroteo Guamuch Flores, Guatemala-Stad Toeschouwers: 18.115 Scheidsrechter: Daniel Quintero (MEX) |

|                                                                                 |                      |       |                     | |
| 11 oktober CONCACAF Nations League Groep A «onderlinge duels» 19:00 uur (UTC−3) | Suriname             | 1 – 1 | Costa Rica          | Dr. Ir. Franklin Essed Stadion, Paramaribo Toeschouwers: 3.274 Scheidsrechter: Adonai Escobedo (MEX) |
| 11 oktober CONCACAF Nations League Groep A «onderlinge duels» 19:00 uur (UTC−3) | Gleofilo Vlijter 34' |       | 12' Josimar Alcócer | Dr. Ir. Franklin Essed Stadion, Paramaribo Toeschouwers: 3.274 Scheidsrechter: Adonai Escobedo (MEX) |

|                                                                                 |                                                           |       |           |                                                                                     |
| 15 oktober CONCACAF Nations League Groep A «onderlinge duels» 18:00 uur (UTC−6) | Costa Rica                                                | 3 – 0 | Guatemala | Estadio Nacional, San José Toeschouwers: 20.450 Scheidsrechter: Joe Dickerson (USA) |
| 15 oktober CONCACAF Nations League Groep A «onderlinge duels» 18:00 uur (UTC−6) | Warren Madrigal 9' Kenneth Vargas 38' Francisco Calvo 72' |       |           | Estadio Nacional, San José Toeschouwers: 20.450 Scheidsrechter: Joe Dickerson (USA) |

|                                                                                      |            |                         |        |                                                                                     |
| 14 november CONCACAF Nations League Kwartfinale «onderlinge duels» 20:00 uur (UTC−6) | Costa Rica | 0 – 1                   | Panama | Estadio Nacional, San José Toeschouwers: 29.201 Scheidsrechter: Said Martínez (HON) |
| 14 november CONCACAF Nations League Kwartfinale «onderlinge duels» 20:00 uur (UTC−6) |            | 66' (pen.) José Fajardo |        | Estadio Nacional, San José Toeschouwers: 29.201 Scheidsrechter: Said Martínez (HON) |

|                                                                                      |                                              |       |                                        | |
| 18 november CONCACAF Nations League Kwartfinale «onderlinge duels» 21:00 uur (UTC−5) | Panama                                       | 2 – 2 | Costa Rica                             | Estadio Rommel Fernández, Panama-Stad Toeschouwers: 21.249 Scheidsrechter: César Arturo Ramos (MEX) |
| 18 november CONCACAF Nations League Kwartfinale «onderlinge duels» 21:00 uur (UTC−5) | César Blackman 14' José Luis Rodríguez 45+3' |       | 24' Alejandro Bran 73' Alonso Martínez | Estadio Rommel Fernández, Panama-Stad Toeschouwers: 21.249 Scheidsrechter: César Arturo Ramos (MEX) |

### 2025
|                                                                   |                                                      |       |            |                                                                                        |
| 22 januari Vriendschappelijk «onderlinge duels» 19:00 uur (UTC−5) | Verenigde Staten                                     | 3 – 0 | Costa Rica | Inter&Co Stadium, Orlando Toeschouwers: 13.580 Scheidsrechter: Cristhofer Corado (GUA) |
| 22 januari Vriendschappelijk «onderlinge duels» 19:00 uur (UTC−5) | Brian White 21' Caden Clark 77' Patrick Agyemang 90' |       |            | Inter&Co Stadium, Orlando Toeschouwers: 13.580 Scheidsrechter: Cristhofer Corado (GUA) |

|                                                                                   |        | |            |                                                           |
| 20 maart CONCACAF Gold Cup 2025 kwalificatie «onderlinge duels» 20:00 uur (UTC−6) | Belize | 0 – 7 | Costa Rica | FFB Field, Belmopan Scheidsrechter: Adonis Carrasco (DOM) |
| 20 maart CONCACAF Gold Cup 2025 kwalificatie «onderlinge duels» 20:00 uur (UTC−6) |        | 7' Manfred Ugalde 36' (pen.) Manfred Ugalde 38' Kenneth Vargas 65' Jeyland Mitchell 70' Álvaro Zamora 81' Josimar Alcócer 88' Álvaro Zamora |            | FFB Field, Belmopan Scheidsrechter: Adonis Carrasco (DOM) |

|                                                                                   | |       |                      |                                                             |
| 23 maart CONCACAF Gold Cup 2025 kwalificatie «onderlinge duels» 19:00 uur (UTC−6) | Costa Rica | 6 – 1 | Belize               | Estadio Nacional, San José Scheidsrechter: Julio Luna (GUA) |
| 23 maart CONCACAF Gold Cup 2025 kwalificatie «onderlinge duels» 19:00 uur (UTC−6) | Donell Arzú 1' (e.d.) Alejandro Bran 6' Alonso Martínez 8' Manfred Ugalde 36' Alejandro Bran 66' Álvaro Zamora 69' |       | 47' Carlos Bernárdez | Estadio Nacional, San José Scheidsrechter: Julio Luna (GUA) |

|                                                                       |          |   |            |                                                    |
| 7 juni WK-kwalificatie Tweede ronde «onderlinge duels» n.n.b. (UTC−5) | Bahama's | – | Costa Rica | n.n.b. Toeschouwers: n.n.b. Scheidsrechter: n.n.b. |
| 7 juni WK-kwalificatie Tweede ronde «onderlinge duels» n.n.b. (UTC−5) |          |   |            | n.n.b. Toeschouwers: n.n.b. Scheidsrechter: n.n.b. |

|                                                                        |            |   |                    |                                                    |
| 10 juni WK-kwalificatie Tweede ronde «onderlinge duels» n.n.b. (UTC−6) | Costa Rica | – | Trinidad en Tobago | n.n.b. Toeschouwers: n.n.b. Scheidsrechter: n.n.b. |
| 10 juni WK-kwalificatie Tweede ronde «onderlinge duels» n.n.b. (UTC−6) |            |   |                    | n.n.b. Toeschouwers: n.n.b. Scheidsrechter: n.n.b. |

| CONCACAF Gold Cup 2025 |
| ---------------------- |

|                                                               |            |   |          |                                                                           |
| 15 juni Gold Cup Groep A «onderlinge duels» 20:00 uur (UTC−7) | Costa Rica | – | Suriname | Snapdragon Stadium, San Diego Toeschouwers: n.n.b. Scheidsrechter: n.n.b. |
| 15 juni Gold Cup Groep A «onderlinge duels» 20:00 uur (UTC−7) |            |   |          | Snapdragon Stadium, San Diego Toeschouwers: n.n.b. Scheidsrechter: n.n.b. |

|                                                               |            |   |                        |                                                                     |
| 18 juni Gold Cup Groep A «onderlinge duels» 18:00 uur (UTC−5) | Costa Rica | – | Dominicaanse Republiek | AT&T Stadium, Arlington Toeschouwers: n.n.b. Scheidsrechter: n.n.b. |
| 18 juni Gold Cup Groep A «onderlinge duels» 18:00 uur (UTC−5) |            |   |                        | AT&T Stadium, Arlington Toeschouwers: n.n.b. Scheidsrechter: n.n.b. |

|                                                               |        |   |            |                                                                         |
| 22 juni Gold Cup Groep A «onderlinge duels» 19:00 uur (UTC−7) | Mexico | – | Costa Rica | Allegiant Stadium, Paradise Toeschouwers: n.n.b. Scheidsrechter: n.n.b. |
| 22 juni Gold Cup Groep A «onderlinge duels» 19:00 uur (UTC−7) |        |   |            | Allegiant Stadium, Paradise Toeschouwers: n.n.b. Scheidsrechter: n.n.b. |

|  |  |  |  |  |  |  |  |  |

FEDEFUTBOL · A-internationals · Selecties · Bondscoaches · Costa Ricaans vrouwenelftal · Costa Rica U21 · Costa Rica U20 · Costa Rica U19 · Costa Rica U18 · Costa Rica U17
1920 – 1949 ·
1950 – 1969 ·
1970 – 1979 ·
1980 – 1989 ·
1990 – 1999 ·
2000 – 2009 ·
2010 – 2019 ·
2020 − 2029
Copa América 1997 · 
Copa América 2001 · 
Copa América 2004 · 
Copa América 2011 · 
Copa América 2016
WK 1990 · 
WK 2002 · 
WK 2006 · 
WK 2014 · 
WK 2018
OS 1980 · 
OS 1984 · 
OS 2004
1921 · 
1922–1929 · 
1930 · 
1931–1934 · 
1935 · 
1936–1937 · 
1938 · 
1939 · 
1940 · 
1941 · 
1942 · 
1943 · 
1944–1945 · 
1946 · 
1947 · 
1948 · 
1949 · 
1950 · 
1951 · 
1952 · 
1953 · 
1954 · 
1955 · 
1956 · 
1957 · 
1958 · 
1959 · 
1960 · 
1961 · 
1962 · 
1963 · 
1964 · 
1965 · 
1966 · 
1967 · 
1968 · 
1969 · 
1970 · 
1971 · 
1972 · 
1973 · 
1974–1975 · 
1976 · 
1977–1978 · 
1979 · 
1980 · 
1981–1982 · 
1983 · 
1984 · 
1985 · 
1986 · 
1987 · 
1988 · 
1989 · 
1990 · 
1991 · 
1992 · 
1993 · 
1994 · 
1995 · 
1996 · 
1997 · 
1998 · 
1999 · 
2000 · 
2001 · 
2002 · 
2003 · 
2004 · 
2005 · 
2006 · 
2007 · 
2008 · 
2009 · 
2010 · 
2011 · 
2012 · 
2013 · 
2014 · 
2015 · 
2016 · 
2017 ·
2018 ·
2019 ·
2020 ·
2021 ·
2022 ·
2023 ·
2024
Argentinië ·
Aruba ·
Australië ·
Barbados ·
België ·
Belize ·
Bermuda ·
Bolivia ·
Bosnië en Herzegovina ·
Brazilië ·
Canada ·
Chili ·
China ·
Colombia ·
Cuba ·
Curaçao ·
Dominicaanse Republiek ·
Duitsland ·
Ecuador ·
El Salvador ·
Engeland ·
Finland ·
Frankrijk ·
Grenada ·
Griekenland ·
Guatemala ·
Guyana ·
Haïti ·
Honduras ·
Hongarije ·
Ierland ·
Iran ·
Italië ·
Jamaica ·
Japan ·
Joegoslavië ·
Kameroen ·
Marokko ·
Mexico ·
Nederland ·
Nederlandse Antillen ·
Nicaragua ·
Nieuw-Zeeland ·
Nigeria ·
Noord-Ierland ·
Noorwegen ·
Oekraïne ·
Oezbekistan ·
Oman ·
Oostenrijk ·
Panama ·
Paraguay ·
Peru ·
Polen ·
Puerto Rico ·
Qatar ·
Rusland ·
Saint Kitts en Nevis ·
Saint Vincent en de Grenadines ·
Saoedi-Arabië ·
Schotland ·
Servië ·
Slowakije ·
Sovjet-Unie ·
Spanje ·
Suriname ·
Trinidad en Tobago ·
Tsjechië ·
Tsjecho-Slowakije ·
Tunesië ·
Turkije ·
Uruguay ·
Venezuela ·
Verenigde Arabische Emiraten ·
Verenigde Staten ·
Wales ·
Zuid-Afrika ·
Zuid-Korea ·
Zweden ·
Zwitserland
Brazilië (2018) ·
China (2002) · 
Duitsland (2006) · 
Ecuador (2006) · 
Engeland (2014) · 
Griekenland (2014) · 
Italië (2014) ·
Nederland (2014) · 
Polen (2006) · 
Servië (2018) ·
Spanje (2022) ·
Turkije (2002) · 
Uruguay (2014) ·
Zwitserland (2018)
CONMEBOL: Argentinië · Bolivia · Brazilië · Chili · Colombia · Ecuador · Paraguay · Peru · Uruguay · Venezuela

UEFA: Albanië · Andorra · Armenië · Azerbeidzjan · België · Bosnië en Herzegovina · Bulgarije · Cyprus · Denemarken · Duitsland · Engeland · Estland · Faeröer · Finland · Frankrijk · Georgië · Gibraltar · Griekenland · Hongarije · IJsland · Ierland · Israël · Italië · Kazachstan · Kosovo · Kroatië · Letland · Liechtenstein · Litouwen · Luxemburg · Malta · Moldavië · Montenegro · Nederland · Noord-Ierland · Noord-Macedonië · Noorwegen · Oekraïne · Oostenrijk · Polen · Portugal · Roemenië · Rusland · San Marino · Schotland · Servië · Slovenië · Slowakije · Spanje · Tsjechië · Turkije · Wales · Wit-Rusland · Zweden · Zwitserland

AFC: Australië · China · Irak · Iran · Japan · Libanon · Oezbekistan · Oman · Qatar · Saoedi-Arabië · Syrië · Verenigde Arabische Emiraten · Vietnam · Zuid-Korea

CAF: Algerije · Burkina Faso · Congo-Kinshasa · Egypte · Ghana · Ivoorkust · Kaapverdië · Kameroen · Mali · Marokko · Nigeria · Senegal · Tunesië · Zuid-Afrika

CONCACAF: Canada · Costa Rica · Curaçao · El Salvador · Honduras · Jamaica · Mexico · Panama · Suriname · Verenigde Staten

OFC: Nieuw-Zeeland